# Dasineura papaveris
Dasineura papaveris är en tvåvingeart som först beskrevs av Johannes Winnertz 1853.  Dasineura papaveris ingår i släktet Dasineura och familjen gallmyggor. Inga underarter finns listade i Catalogue of Life.